# مقاطعة بوشهر

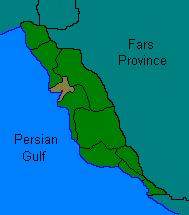
مقاطعة بوشهر في محافظة بوشهر

مقاطعة بوشهر (بالفارسية: شهرستان بوشهر) هي المقاطعة الرئيسية في محافظة بوشهر الإيرانية. مركز المقاطعة هو مدينة بوشهر، كما تتبع المقاطعة مدينتي جغادك وخارك. وتطل المقاطعة على الخليج العربي، ومدينة خارك جزيرة تقع في الخليج. ويبلغ عدد سكان مدينة بوشهر حوالي 200 الف نسمة حسب إحصائيات عام 2006 يتكلمون بلهجة بندرية وهم بين سنة وشيعة.